# Diocesi di Citarizo
La diocesi di Citarizo (in latino Dioecesis Citharizena) è una sede soppressa e sede titolare della Chiesa cattolica.

## Storia
Citarizo, identificabile con Keteriz (Ktric) nell'odierna Turchia, è un'antica sede episcopale della provincia romana dell'Armenia Terza nella diocesi civile del Ponto. Essa faceva parte del patriarcato di Costantinopoli ed era suffraganea dell'arcidiocesi di Camaco.
Un solo vescovo è noto di questa antica sede episcopale, Mariano, che prese parte al concilio in Trullo del 692.
Dal XX secolo Citarizo è annoverata tra le sedi vescovili titolari della Chiesa cattolica; la sede è vacante dal 30 aprile 1971.

## Cronotassi

### Vescovi greci
- Mariano † (menzionato nel 692)

### Vescovi titolari
- Giacomo † (? - 1430 deceduto)
- Giuliano Antonio, O.P. † (17 giugno 1439 - ?)
- Atanasio María Vicente Soler y Royo, O.F.M.Cap. † (22 dicembre 1906 - 21 novembre 1930 deceduto)
- Augustin Roy, M.E.P. † (4 dicembre 1930 - 21 dicembre 1937 deceduto)
- Pietro Massa, P.I.M.E. † (29 marzo 1938 - 11 aprile 1946 nominato vescovo di Nanyang)
- Pio Alberto Fariña Fariña † (7 settembre 1946 - 30 aprile 1971 deceduto)